# René Descartes
René Descartes (lat. Renatus Cartesius) (31. března 1596 La Haye, dnes Descartes, poblíž Tours – 11. února 1650, Stockholm) byl francouzský filosof, matematik a fyzik. Je považován za zakladatele moderní filozofie a zároveň za klíčovou postavu tzv. vědecké revoluce založené na mechanistickém výkladu přírody. Jako první výslovně formuloval zásady vědecké metody, významně se podílel na rozvoji matematiky a fyziky, na vytvoření číselné reprezentace geometrických objektů známé jako kartézská soustava souřadnic, na vzniku analytické geometrie (spojení geometrie a algebry) a na matematizaci optiky. Základním Descartovým východiskem, formulovaným zejména v jeho práci Rozprava o metodě, je metodická skepse, soustavná pochybnost zejména o datech smyslového poznání. Tímto odvážným myšlenkovým krokem dokázal podstatně změnit evropské myšlení a stát se zakladatelem moderní kritické epistemologie, novověké racionalistické filosofie založené na sebejistotě myslícího subjektu („cogito ergo sum“) a analytické metody moderní vědy, která umožnila vědu jako kolektivní dílo. Descartes ovšem odmítl běžnou skepsi, „pochybování pro pochybování“, a pochybnost užíval jen proto, aby se dobral pravdy. Naproti tomu v životě je třeba jednat, i když naše poznání není jisté. zdůrazňoval. Ačkoli je pilířem moderního racionalismu, nebyl ateistou, svůj přístup k božství vyložil ve své knize Meditace o první filosofii. Velkou část života prožil v Nizozemsku, kde tak spoluvytvářel tzv. nizozemský zlatý věk. Psal ovšem francouzsky a latinsky.

## Výslovnost a pravopis
Descartes (výslovnost [dekárt]), 2. pád [dekárta], psáno Descartese či Descartesa, objevuje se také tvar Descarta.

## Život
Descartes se narodil ve vzdělané šlechtické rodině 31. března 1596 v La Haye, dnes Descartes, asi 40 km jižně od Tours. Jeho matka Jeanne Brochardová zemřela krátce po porodu, a proto se neočekávalo, že chlapec přežije. Jeho otec Joachim byl radou soudu („parlamentu“) v Rennes. Nadaného, ale neduživého chlapce vychovávala jeho babička a prastrýc. Ačkoli rodina Descartů byla římskokatolická, oblast Poitou, kde vyrůstal, byla ovládána protestantskými hugenoty.
V letech 1604 až 1612 studoval na jezuitské univerzitě v La Flèche (Collège Royal Henry-Le-Grand), kde se mu dostalo informací o Galileově systému, ale zejména důkladného vzdělání ve scholastické filosofii, matematice i ve vědách. V Rozpravě o metodě sice o užitečnosti tohoto vzdělání pochyboval, v dopise však později svému příteli tuto univerzitu vřele doporučuje. Na jezuitské univerzitě promoval roku 1614. V letech 1615–1616 studoval, na otcovo přání, práva na univerzitě v Poitiers. Získal zde titul bakaláře. Poté odešel do Paříže, kde psal různá pojednání (o šermu, o hudbě). Protože chtěl poznat svět, odjel do Holandska, kde se seznámil s fyzikem Beeckmanem, s nímž si pak dlouho dopisoval. Lákala ho kariéra profesionálního vojáka, proto roku 1617 vstoupil do vojska Mořice Oranžského, roku 1619 pak bavorského kurfiřta Maxmiliána I. Bavorského. Existuje teorie, že se zúčastnil i bitvy na Bílé hoře proti vojskům českých protestantských stavů v roce 1620, která však bývá též často zpochybňována. 16. listopadu 1619 měl blízko německého Ulmu tři sny, možná i vidění, o nichž si poznamenal, že v nich „našel základy úžasné vědy“. Sny měly i náboženský obsah a Descartes v důsledku učinil slib, že vykoná pouť do italského Loreta. Podle některých badatelů minimálně jeden z těchto intenzivních snových zážitků mohl být způsoben syndromem explodující hlavy.
Dobře zpeněžil a uložil zděděný majetek, takže byl nezávislý a mohl se věnovat svým zálibám a cestování po celé západní Evropě. V Paříži se seznámil s Otcem Mersennem, významným matematikem a všestranným učencem, který vedl obsáhlou korespondenci se současnými vědci (Pascal, Pierre de Fermat, Torricelli a další); z této skupiny později vznikla Královská akademie. Také Descartes vedl svoji korespondenci hlavně s Mersennem a jak víme z Beeckmanových zápisů, psal o algebře a kuželosečkách; kolem roku 1628 vznikla i jeho Pravidla (Regulae ad directionem ingenii).
Roku 1627 mu papežský legát kardinál Bérulle uložil, aby se věnoval filosofii. Descartes tedy hledal samotu, kde by ho nikdo nerušil, nejprve v Bretagni a od roku 1629 v Holandsku, kde se věnoval matematice a zkoumání živých organismů a asistoval také u řady pitev. Tak vznikl spis O světě a Pojednání o člověku i řada dalších, které se zachovaly jen v Leibnizových výpiscích. Po odsouzení Galileově (1633) se vrací k filosofii, píše a vydává svá nejznámější díla: Rozprava o metodě, Geometrie a Optika (1637), Meditace o první filosofii (1641) a Principy filosofie (1644).
Roku 1635 měl s hospodyní Helenou dcerku Francine, která však už v pěti letech zemřela a způsobila mu „největší zármutek života“. V roce 1638 také četl Komenského Pansofii. Posuzoval ji zprvu příznivě, ale nakonec odmítl. Roku 1641 vydal Odpovědi na Hobbesovy námitky proti Meditacím, rok poté se v Leidenu setkal s Komenským. Dalšího roku s Alžbětou, nejstarší dcerou Fridricha Falckého, s níž si pak dlouho dopisoval.
Roku 1646 napsal Mersennovi: „Od nynějška už nemohu číst žádné knihy, leda dopisy přátel. Nemíchám se také do vědy, leda pro vlastní poučení.“ O rok později se přesto v Paříži setkal s Pascalem a navrhl mu pokusy s atmosférickým tlakem. V roce 1649 odjel na pozvání královny Kristiny, která se už dlouho zajímala o jeho filosofii, do Stockholmu. Schůzky s ní se ale konaly brzo ráno a z tuhé zimy Descartes dostal zápal plic, na jehož následky 11. února 1650 zemřel. Podle některých spekulací byl otráven katolickým knězem, který se obával, že by Descartův vliv mohl zhatit očekávanou konverzi královny Kristiny ke katolicismu. V roce 1667 byly jeho ostatky převezeny do Paříže a od roku 1819 jsou pohřbeny v kostele Saint-Germain-des-Prés.
Katolická církev zařadila Descartovy spisy na Index zakázaných knih; dekretem Svatého oficia ze dne 10. října 1663 byla na Index zařazena práce Meditationes de prima philosophia a dekrety Svatého oficia ze dne 20. listopadu 1663 a ze dne 22. května 1720 další filozofické spisy.

## Descartovo myšlení

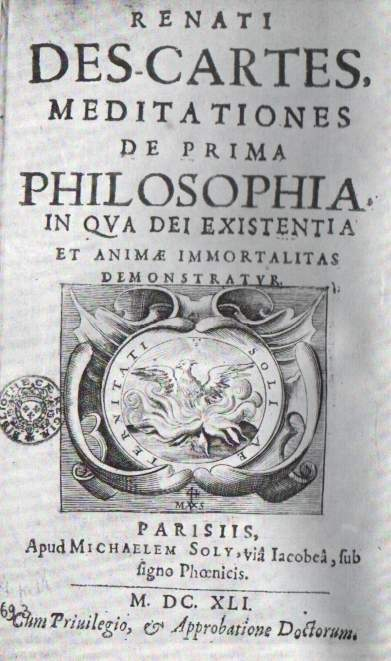
První vydání Meditationes de prima philosophia z roku 1641

Descartovo myšlení – filosofické i vědecké – je hluboce poznamenáno neklidem a nejistotami jeho doby. Reformace a náboženské války ve Francii, v Anglii a v celé Evropě podryly středověkou důvěru nejen v Boží zjevení, v bibli, ale i v možnosti lidského poznání a rozumu. Koperník a Galilei ukázali, že běžné smyslové jistoty – například pevná, nehybná Země pod nohama – neplatí. Descarta silně ovlivnila skepse Montaigneova, rozpad scholastické filosofie a stoické myšlenky. Celé jeho životní úsilí je usilovným hledáním pevných jistot, nejprve matematických, později i filosofických: Descartovo řešení spočívá v radikální skepsi, metodickém zpochybnění všeho, o čem lze pochybovat – a právě tam najde pevnou půdu v sebejistotě myslící duše či subjektu.
„Má-li být všechno poznání odvozeno z nejjednodušších principů, musím si napřed zjednat jistotu o nepochybnosti svého východiska. Co je však jisté? Abych mohl bezpečně postupovat kupředu, nebudu zprvu pokládat za jisté nic. Budu pochybovat o všem, abych zjistil, co obstojí před touto radikální pochybností. Pochybovat musím nejen o všem, co jsem se naučil ve školách, z knih anebo stykem s lidmi, nýbrž i o tom, zda tento svět, který mne obklopuje, skutečně existuje, anebo je pouhým výmyslem, a zda jej vnímám takový, jaký je – vždyť vím, že člověk je často obětí mnohých smyslových klamů. A pochybovat musím rovněž o tom, co se zdá být vůbec nejjistější, o principech matematiky, protože je možné, že náš lidský rozum nedostačuje k poznání pravdy a trvale nás uvádí v omyl.“
„Když jsme tedy takto zpochybnili všechno, o čem můžeme nějak pochybovat, a dokonce předstírali, že to není pravda, můžeme předpokládat, že není Bůh, ani nebe, ani tělesa; že sami nemáme ruce ani nohy ani celé tělo. Nemůžeme však předpokládat, že nejsme my sami, kteří to myslíme. Nelze tvrdit, že by to, co myslí, v té chvíli, kdy to myslí, neexistovalo. Takže tato myšlenka: Myslím, tedy jsem (latinsky „Ego cogito, ergo sum“), je ze všech první a nejjistější, jaká každému řádně filosofujícímu přijde.“
Podobnou myšlenku, „Pochybuji, tedy jsem“, napsal už sv. Augustin, dále ji však nerozvedl. Descartova pochybnost ovšem není samoúčelná a slouží jen k nalezení jisté pravdy. „Myslím, tedy jsem“ je první neotřesitelná jistota v radikálním pochybování. Vše by mohl být klam, může se zpochybnit všechno, jen ne to, že právě teď, v tento okamžik, pochybuje. „V této jistotě mám zároveň kritérium a vzor pravdy. Vše, co poznávám stejně bezprostředně, stejně jasně a zřetelně jako tuto větu, musí být tedy stejně jisté. Podaří-li se objevit ještě něco, co by bylo právě tak jisté, učiníme další krok k budování opravdové filosofie.“
Jako další jistotu objevuje, že má v sobě ideu Boha jako nekonečné, všemocné a vševědoucí bytosti. Tato idea nemůže pocházet z vnímání vnějšího světa ani si ji nemohl vytvořit sám, neboť konečný a nedokonalý tvor si nemůže sám ze sebe vytvořit ideu nekonečné a dokonalé bytosti. Tento druhý krok můžeme označit jako ontologický důkaz existence Boha.
V dalším kroku získává jistotu o realitě smyslového světa: „K vlastnostem dokonalé bytosti musí nutně náležet i pravdivost. Kdyby Bůh nebyl pravdivý, nebyl by dokonalý. Je tedy nemyslitelné, aby mne chtěl pravdymilovný Bůh klamat a předstíral před mým zrakem tento svět pouze jako klamný přelud.“

## Metoda
Jedním z nejdůležitějších Descartových výkonů je pokus o formulaci spolehlivé a zcela obecné analytické metody poznání. Na rozdíl od starší tradice, kde každý autor začínal znovu (i když se přitom odvolával na své předchůdce), analytická metoda rozložení problému na co nejjednodušší kroky, které lze spolehlivě vyřešit, dovoluje, aby jedni mohli bez obav stavět na výsledcích druhých. Je to právě tato vědecká metoda, která učinila z vědy kolektivní dílo tisíců a tak umožnila její nevídaný rozvoj.
Svoji metodu, kterou odvodil ze zkušenosti s geometrickými důkazy, formuloval Descartes dvakrát: poprvé v (nedokončených) Pravidlech pro řízení intelektu (Regulae), podruhé stručněji v Rozpravě:
1. Přijímat jen to, co se mi samo představuje tak jasně a zřetelně, že o tom nemohu pochybovat.
2. Každý problém rozdělit na co nejjednodušší části, které lze bezpečně poznat.
3. Postupovat od jednoduchého ke složitému v pořadí.
4. Sestavit úplné seznamy a obecné přehledy, aby bylo jisté, že jsme na nic nezapomněli.

Descartes je přesvědčen, že i ty nejobtížnější vědecké problémy lze takto rozložit na „dlouhé řetězce“ jednoduchých kroků, a pokud se zachová jejich pořadí, musí se najít řešení.
“Každá pravda, kterou jsem objevil, byla pravidlem, jež mi pomáhalo nalézat další.“

### Descartůvontologickýmodel

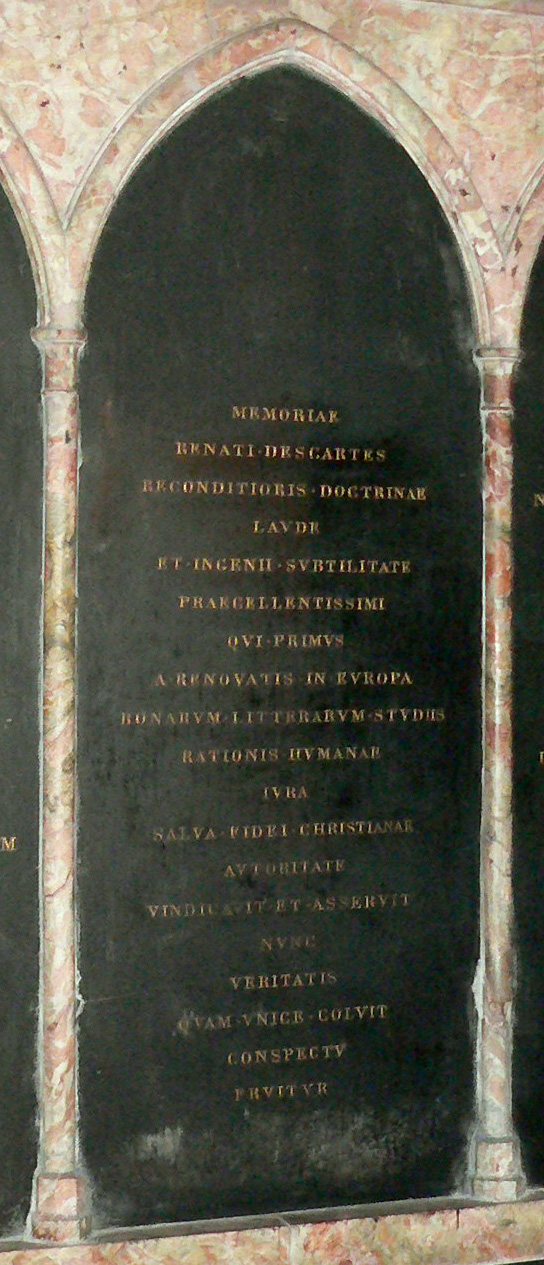
Jeho hrob v Chapelle Saint-Benoît, Saint-Germain-des-Prés (Paříž)

Descartes rozlišuje Boha jakožto nekonečnou a nestvořenou substanci, a vedle něho jen dvě substance stvořené:
1. res extensa, svět těles, tělesnou substanci s hlavním atributem rozprostraněnosti;
2. res cogitans, nerozprostraněnou duchovní substanci s atributem myšlení, neprostorový a netělesný duch, myšlení.

Descartes je tedy v tomto učení zastánce dualismu hmoty a ducha, objektu a subjektu. Rozlehlost i myšlení, tělo i duch jsou nicméně v člověku „nejtěsněji svázány a jaksi promíšeny“. Jenže na otázku, jak mohou tyto dvě zásadně odlišné substance být v jedné bytosti a dokonce na sebe působit, nedovede odpovědět. Na tyto otázky pak navázali Descartovi následovníci (Leibniz, Spinoza, okasionalismus a další).

### Svět těles
Poznávání světa těles smysly považuje za příliš nejasné a hlavně klamné, podobně jako ostatní filosofové tohoto racionalistického věku. Descartes to dokládá příkladem kousku vosku, který pouhým zahřátím změní všechny své vlastnosti. Plnohodnotné poznání je jen to, které se může vyjádřit v průzračných, rozumových, matematických pojmech. Pro svět těles je to rozlehlost, vyplnění prostoru. Tělesa jsou prostorem a prostor sestává z těles, prázdný prostor neexistuje.

## Věda
Descartes je patrně právě tím filosofem, který se nejvíc přičinil o vydělení vědy z celku filosofie. Uvažuje o vědecké metodě (v díle „Rozprava o metodě“) a zastřešení dílčích věd pomocí filosofie (v díle „Úvahy o první filosofii“, které je pokračováním „Rozpravy o metodě“). Ve svém díle vlastně jako vůbec první tematizuje samotný proces myšlení. Postupujeme-li nejprve skeptickou metodou, i kdybychom vše popřeli, jsem to vždy JÁ, kdo popírá – tzv. jistota cogito.

### Matematika
Descartes spolu s Fermatem platí za zakladatele analytické geometrie, tj. aplikace algebraických metod v geometrii, číselného zkoumání geometrických objektů; s tím souvisí i zavedení „kartézského“ systému souřadnic. Na rozdíl od starší spíše názorné geometrie, která pracuje s obrazy bodů, přímek, trojúhelníků a podobně, analytická geometrie řeší úlohy početně: například úlohu najít průsečík dvou přímek se neřeší graficky, nýbrž početně jako společné řešení dvou lineárních rovnic. Tak lze zkoumat i složitější křivky, řešení jsou libovolně přesná a lze je hledat i v prostorech o více dimenzích.
Ve své Geometrii předvádí také obecné řešení tzv. Pappovy úlohy, kterou starověký matematik dokázal vyřešit jen pro dvě přímky. Obecné řešení úlohy platilo za významný signál, že novověká věda už předčila řeckou.

### Fyzika
Nejsoustavnější výklad Descartovy fyziky je ve spisu O světě, který sice napsal už 1633, nicméně nepublikoval, aby se nedostal do konfliktu s církví. Spis je totiž pokusem o výklad hypotetického vzniku světa, kde chce Descartes ukázat, že každý „možný“ svět musí nutně vypadat tak, jak vypadá ten skutečný. Descartova fyzika je „geometrická“, protože ztotožňuje hmotu s rozlehlostí a ruší starší představy tíže a účelu, cíle. Zákony pohybu zahrnují princip setrvačnosti, zachování souhrnné hybnosti při nárazu a přednost kruhového pohybu.
Ve své Optice formuluje Descartes zákony odrazu a lomu světla (dnes Snellův zákon) a uvádí index lomu skla a vody. Na tomto základě podává také úplnou teorii duhy, navrhuje složitější soustavy čoček a svůj mikroskop. Les Météores je pokusem o většinou mechanické vysvětlení různých jevů v ovzduší, mraků, deště, duhy a podobně.

### Psychologie
Descartovy Vášně duše jsou pokusem o soustavný výklad „pohybů“ lidské duše. Na rozdíl od starší, aristotelské psychologie, která pokládala duši za princip života a přisuzovala ji tedy i rostlinám a živočichům, připisuje Descartes duši hlavně intelektuální schopnosti a pokládá ji za výsadu člověka. Duše se neřídí fyzikálními zákony (například působí pohyby), a je tedy odlišnou substancí; s tělem je ovšem těsně spojena a působí na ně prostřednictvím mozkové šišinky.
Život a chování živočichů vysvětluje Descartes mechanicky, stejně jako fungování lidského těla: krevní oběh i dýchání je ochlazování a ohřívání krve a dalších tělesných tekutin.
Zabývá se afekty – „vášněmi“: rozlišuje 6 základních: údiv, touhu, smutek, radost, lásku, nenávist a od nich odvozuje cca 40 dalších. Například naděje je kombinací radosti a touhy – duše věří, že se stane to, po čem touží. Většina afektů je podle něj vyvolávána podněty přicházejícími z těla. Je přesvědčen, že škodlivé silné afekty lze potlačit pomocí vůle.

### Literatura

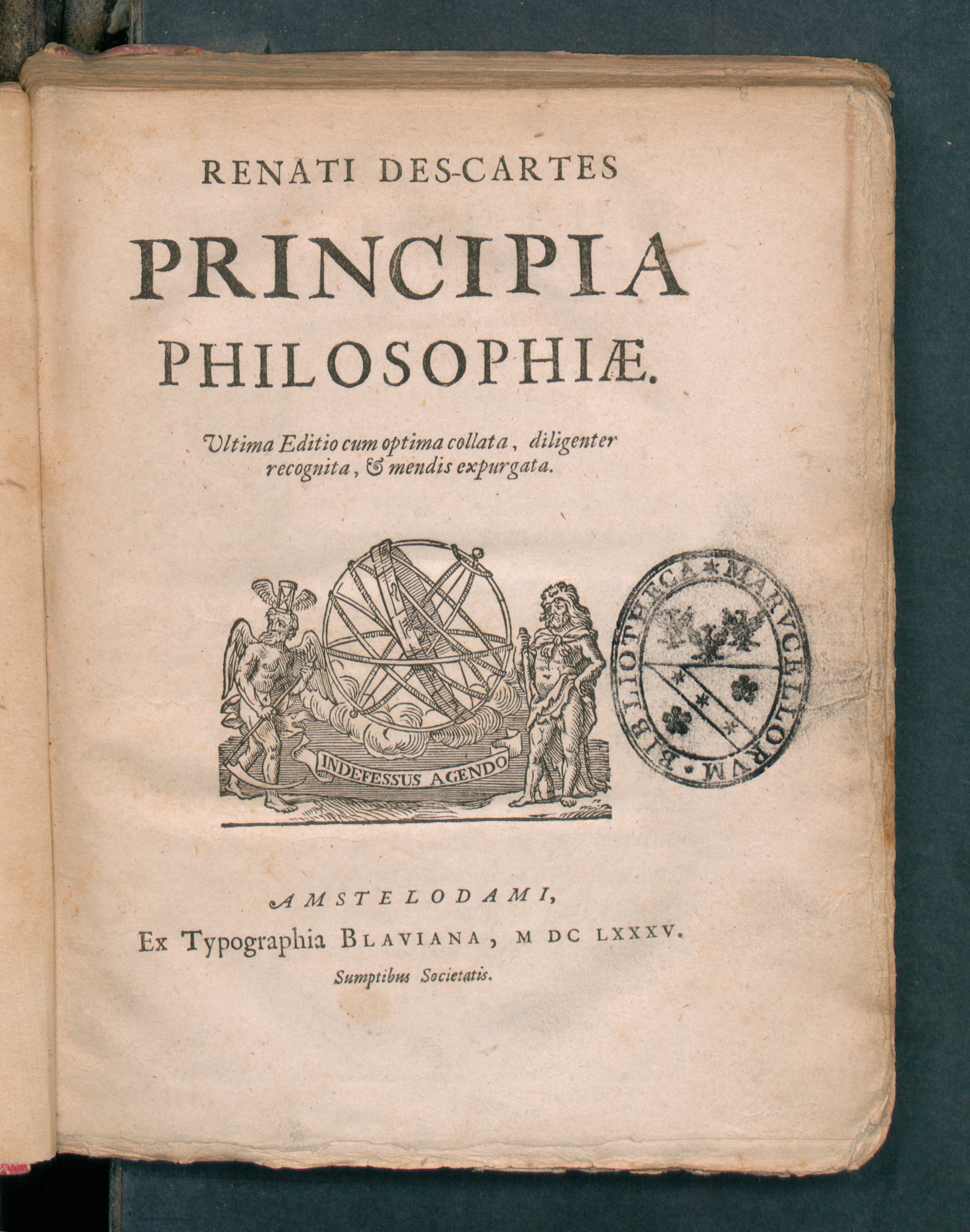
Principia philosophiae, 1685

#### Dílo v češtině
- Seznam děl v Souborném katalogu ČR, jejichž autorem nebo tématem je René Descartes
- Rozprava o metodě. Přeložila Věra Szathmáryová-Vlčková ; doslov a poznámky Jan Patočka. Jan Laichter, Praha 1933
- Dopisy Alžbětě Falcké. Přel. Petr Horák. Brno 1997
- Meditace o první filosofii. Námitky a autorovy odpovědi. Přeložili a poznámkami opatřili Petr Glombíček, Tomáš Marvan a Pavel Zavadil. OIKOYMENH, Praha 2003
- Meditationes de prima philosophia = Meditace o první filosofii. Přeložili a poznámkami opatřili Petr Glombíček a Tomáš Marvan. OIKOYMENH, Praha 2001
- Regulae ad directionem ingenii = Pravidla pro vedení rozumu. Přel. Vojtěch Balík. OIKOYMENH, Praha 2000
- Rozprava o metodě. Přeložila Věra Szathmáryová-Vlčková ; doslov a poznámky Jan Patočka. Svoboda, Praha 1992
- Principy filosofie: výbor doplněný dvěma Descartovými dopisy princezně Alžbětě Falcké. 2., opr. vyd. Praha: Filosofia, 1998.
- Vášně duše. Přel. Ondřej Švec. Mladá fronta, Praha 2002
- La Dioptrique = Dioptrika. Souběžné francouzské a české vydání s komentářem překladatele Jiřího Fialy. OIKOYMENH, Praha 2010
- Geometrie. Přel. Jiří Fiala. OIKOYMENH, Praha 2010.

#### O Descartovi
- E. Husserl: Karteziánské meditace. Praha 1993
- A. Koyré: Rozhovory nad Descartem. Praha 2006
- Filosofické dílo René Descartesa. (Sborník z konference) Praha 1998
- S. Sousedík: René Descartes a české baroko. Praha 1996
- J. Bečvář: René Descartes. Milovník rozumu. Praha 1998
- A. Novák: Zázračná věda: filosofie René Descartesa 1618–1620. Praha 2013
- H. J. Störig, Malé dějiny filosofie. Praha: Zvon 1996.
- R. Zika: René Descartes. Metafyzika lidského dobra. Univerzita Karlova v Praze, Filozofická fakulta, 2010. ISBN 978-80-7308-307-6

#### anglicky
- Regulae, Rozprava a Meditace – en
- More easily readable versions of Meditations, Discourse on the Method, and the Objections to the Meditations and Descartes's Replies.
- Discourse on the Method Archivováno 11. 10. 2004 na Wayback Machine. – na Project Gutenberg
- Selections from the Principles of Philosophy Archivováno 3. 11. 2004 na Wayback Machine. – na Project Gutenberg
- Detailed biography of Descartes
- Mathematical Contributions by René Descartes[nedostupný zdroj] na Mathworld.Wolfram.com
- The Rationalists Web Portál, texty, bibliografie a linky
- CATHOLIC ENCYCLOPEDIA: Rene Descartes

#### Stanford Encyclopedia of Philosophy
- Descartes's Epistemology
- Descartes's Ethics
- Descartes's Life and Works
- Descartes's Modal Metaphysics
- Descartes's Ontological Argument
- Descartes and the Pineal Gland
- Descartes's Physics
- Descartes's Theory of Ideas

#### francouzsky
- Portál – texty a linky – fr
- Většina díla – fr
- Descartesovo muzeum

#### latinsky
- Regulae, Meditationes a Principia – la

#### česky
- Analytická geometrie – různé pohledy na tentýž problém: http://userweb.pedf.cuni.cz/kmdm/…